# Fouleix
 Fouleix  (en occitano Folés) es una población y comuna francesa, situada en la región de Aquitania, departamento de Dordoña, en el distrito de Périgueux y cantón de Vergt.

## Demografía
| 202 | 209 | 188 | 172 | 186 | 204 |
| Para los censos de 1962 a 1999 la población legal corresponde a la población sin duplicidades (Fuente: INSEE [Consultar]) |     |     |     |     |     |